# Cerovljani
Cerovljani (cyr. Церовљани) – wieś w Bośni i Hercegowinie, w Republice Serbskiej, w gminie Gradiška. W 2013 roku liczyła 367 mieszkańców.